# Storbritanniens armé
Storbritanniens armé (engelska: British Army) är de landbaserade styrkorna i Storbritanniens försvarsmakt och hade 2021 82 000 man under vapen.
Den skapades då Skottland och England förenades inom Kungariket Storbritannien 1707. Den nya brittiska armén inkluderade regementen från England och Skottland och styrdes från London. Den stående delen av armén kallas ofta Regular Army (reguljära armén) efter bildandet av Territorial Army (territoriella armén). Den brittiska armén är som en stridande styrka stationerad i många krigszoner i världen och ingår i några av FN:s fredsbevarande styrkor.

## Ledning

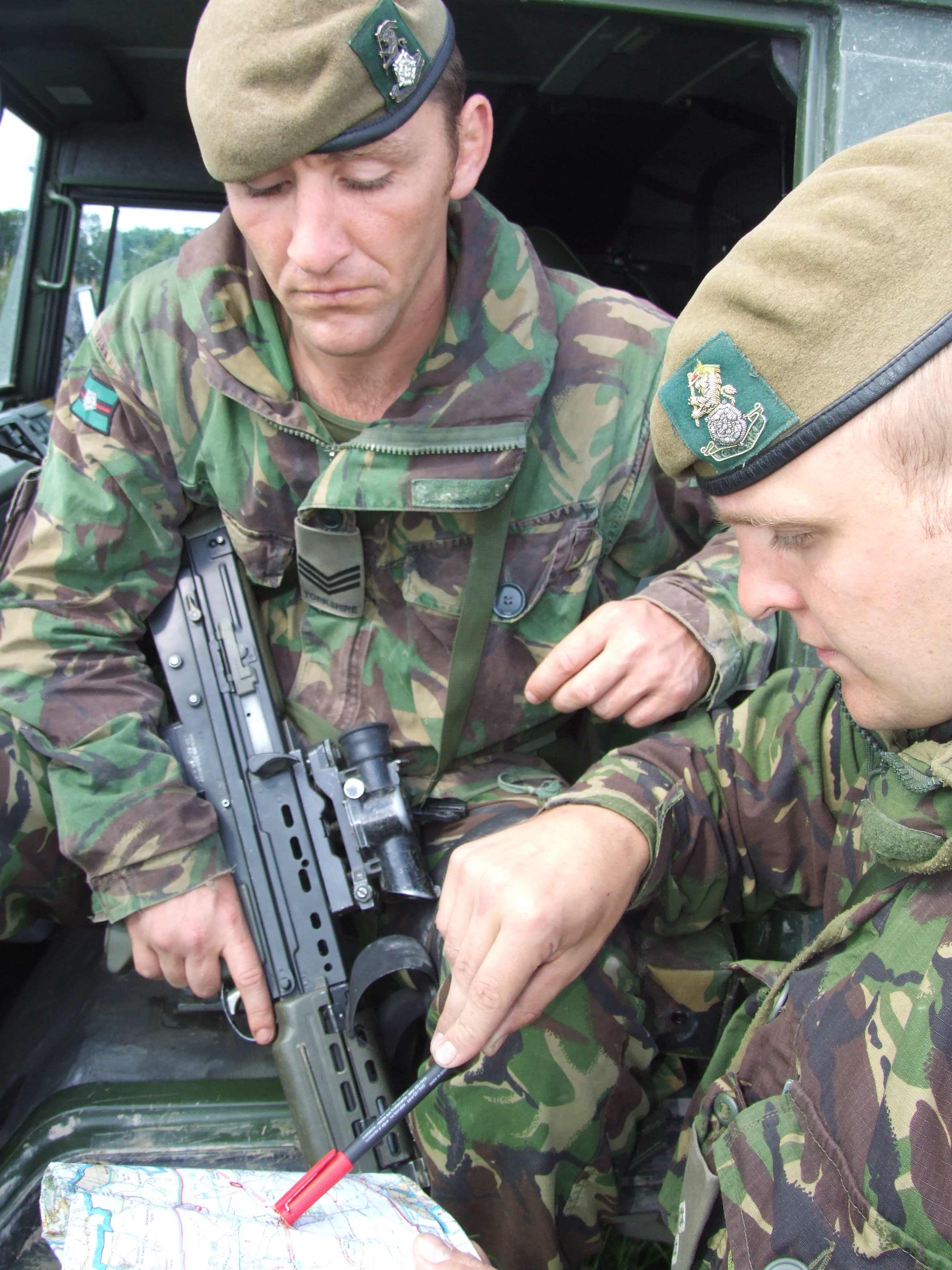
Moderna brittiska soldater.

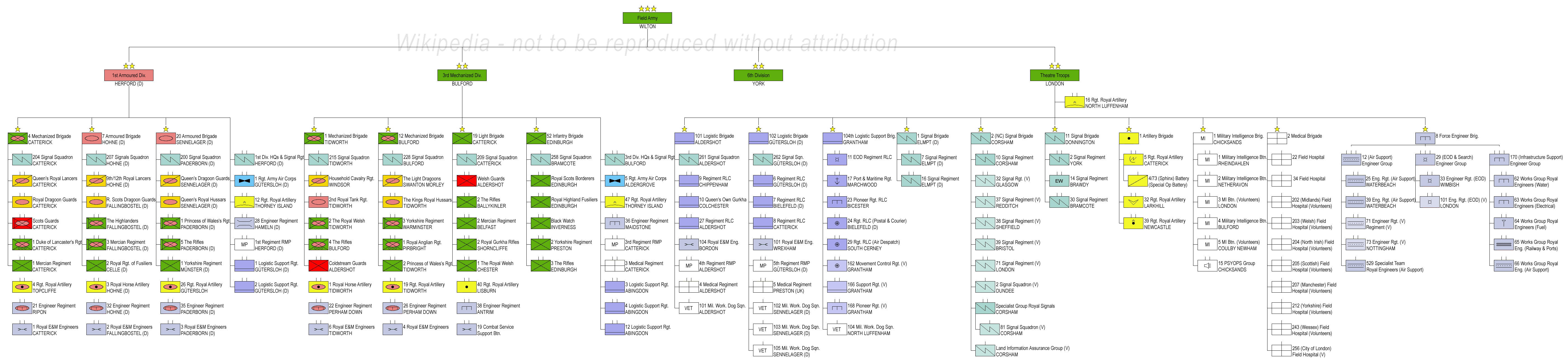
Brittiska arméns organisation.

### Försvarsministeriet

#### Politisk ledning
Den brittiska armén är en del av Storbritanniens försvarsministerium (Ministry of Defence). Den högsta politiska ledningen utövas av försvarsministern (Secretary of State for Defence) och hans biträdande ministrar: biträdande försvarsministern för försvarsmakten (Minister of State for the Armed Forces), biträdande försvarsministern för utrustning och underhåll (Minister of State for Defence Equipment and Support) eller understatssekreteraren i försvarsministeriet tillika minister för veteranfrågor (Parliamentary Under-Secretary of State for Defence and Minister for Veteran’s Affairs).

#### Arméstyrelsen
Under den politiska ledning utövas den administrativa ledningen av den brittiska armén av arméstyrelsen (the Army Board). Arméstyrelsens ordförande är försvarsministern, vidare ingår den politiska ledningen (se ovan), chefen för generalstaben, biträdande expeditionschefen i försvarsministeriet, ställföreträdande chefen för generalstaben, generaladjutanten, generalkvartermästaren, generalfälttygmästaren och chefen för landstridskrafternas operativa kommando.

#### Chefen för generalstaben
Under arméstyrelsen leds den brittiska armén av chefen för generalstaben, en fyrstjärnig general, vilken alltså ingår i försvarsministeriet.

### Högre ledningsorgan

#### Operativa kommandot
Den brittiska arméns operativa ledning utövas genom landstridskrafternas operativa kommando (HQ Land Command). Under detta kommando lyder den brittiska arméns operativa förband i Storbritannien, Tyskland, Nepal och Brunei samt den brittiska arméns utbildningsförband i Kanada, Belize och Kenya. 

#### Personalkommandot
Ledningen av den brittiska arméns personaltjänst och personalförsörjning utövas av Personalkommandot (HQ Adjutant General Command) genom följande avdelningar.
- Directorate Army Legal Services (DALS) (juridik och rättsvård)

- Royal Army Chaplains' Department (RAChD) (själavård)

- Directorate Army Personnel Strategy (DAPS) (personalstrategi på 20-25 års sikt)

- Directorate of Educational and Training Services (Army) (DETS(A)) (skolor och utbildning)

- Directorate of Staff and Personnel Support (Army) (DSPS(A))( personaltjänst och personalvård)

- Army Primary Healthcare Services (primärvård)

- Army Medical Directorate (AMD) (sjukvårdstjänsten)

- Provost Marshal (Army) (PM(A)) (chefen för militärpolisen)

- Army Personnel Centre (APC) (bemanning och karriär)

- Army Recruiting and Training Division (ARTD) (arméns rekrytering och utbildning)

- Directorate Personal Services Army (DPS(A)) (personalpolitik)

- Directorate of Manning (Army) (arméns bemanning)

- Office for Standards of Casework (Army) (OSC(A)) (arméns disciplinära system)

- Service Children's Education (ungdomsskolor för armépersonalens barn)

#### Brittiska arméns understödskommando i Tyskland
Underhållstjänst, logistik och materielförsörjning för den brittiska armén i Tyskland leds av Headquarters United Kingdom Support Command (Germany).

#### Brittiska armén i Nordirland
Den brittiska arméns operativa verksamhet i Nordirland leds av Headquarters Northern Ireland and 38 (Irish) Brigade.

#### Brittiska armén på Cypern
Den brittiska arméns operativa verksamhet på Cypern leds av HQ British Forces Cyprus.

## Skolor och utbildningsförband

### Army Recruitment and Training
Under Army Recruiting and Training Division (ARTD) lyder följande skolor och utbildningsförband.

#### Sandhurst Group
- Royal Military Academy Sandhurst, Sandhurst (militärhögskola)
- Royal Military School of Music, Kneller Hall, Twickenham (brittiska arméns musikhögskola)
- Army School of Physical Training, Aldershot (idrottshögskola)

#### Initial Training Group
Den brittiska arméns allmänmilitära utbildning och rekrytutbildning består av följande komponenter.
- Army Foundation College, Harrogate (ettårigt yrkesgymnasium och rekrytskola för 16-17 år gamla soldater)
- Army Training Regiments (allmänmilitär utbildning och rekrytskola 14/22 veckor)
  - ATR Bassingbourne, Royston
  - ATR Lichfield
  - ATR Pirbright, Woking
  - ATR Winchester
- Initial Training Group Instructor School, Lichfield (rekrytinstruktörsskola)

#### School of Infantry
Infanteriets truppslagsskola med stab i Catterick, består av följande komponenter.
- Infantry Training Center (ITC), Catterick (befattningsutbildning för infanterisoldater)
- Infantry Battle School, Brecon (infanteriets stridsskola)
- Support Weapons School, Warminster (skola för tunga infanterivapen)
- School of Bagpipe Music and Highland Drumming (ASBM & HD), Edinburgh (säckpipeskola)
- School of Ceremonial, Catterick (ceremoni- och paradskola)

#### Armour Centre/AFV Training Group
Pansarcentrum med stab i Bovington består av följande komponenter.
- AFV Driving & Maintenance (D&M) School, Bovington (körskolan för pansarfordon)
- AFV Communications and Information Systems (CIS) School, Bovington (sambandsskolan för pansar)
- AFV Gunnery School, Lulworht (panskarskjutskolan)
- RAC Training Regiment (pansartruppernas övningsbataljon)

#### Royal School of Artillery
Artilleriets och luftvärnets truppslagsskola i Larkhill utbildar befäl och manskap och består av följande komponenter.
- Artillery Command Systems (ACS) Branch (artilleri- och luftvärnstridsledning)
- Strike Branch (artilleri- och luftvärnsskjutskola)
- Targeting Branch (eldledning)

#### Royal School of Military Engineering
Ingenjörstruppernas skola består av följande komponenter.
- Construction Engineer School, Chatham (byggnadsteknisk skola)
- Combat Engineer School, Minley (fältarbetsskolan)
- Defence Animal Centre, Melton Mowbray (hundskola, remontskola, hundförarskola, ridskola, hästskötarskola)

## Baser

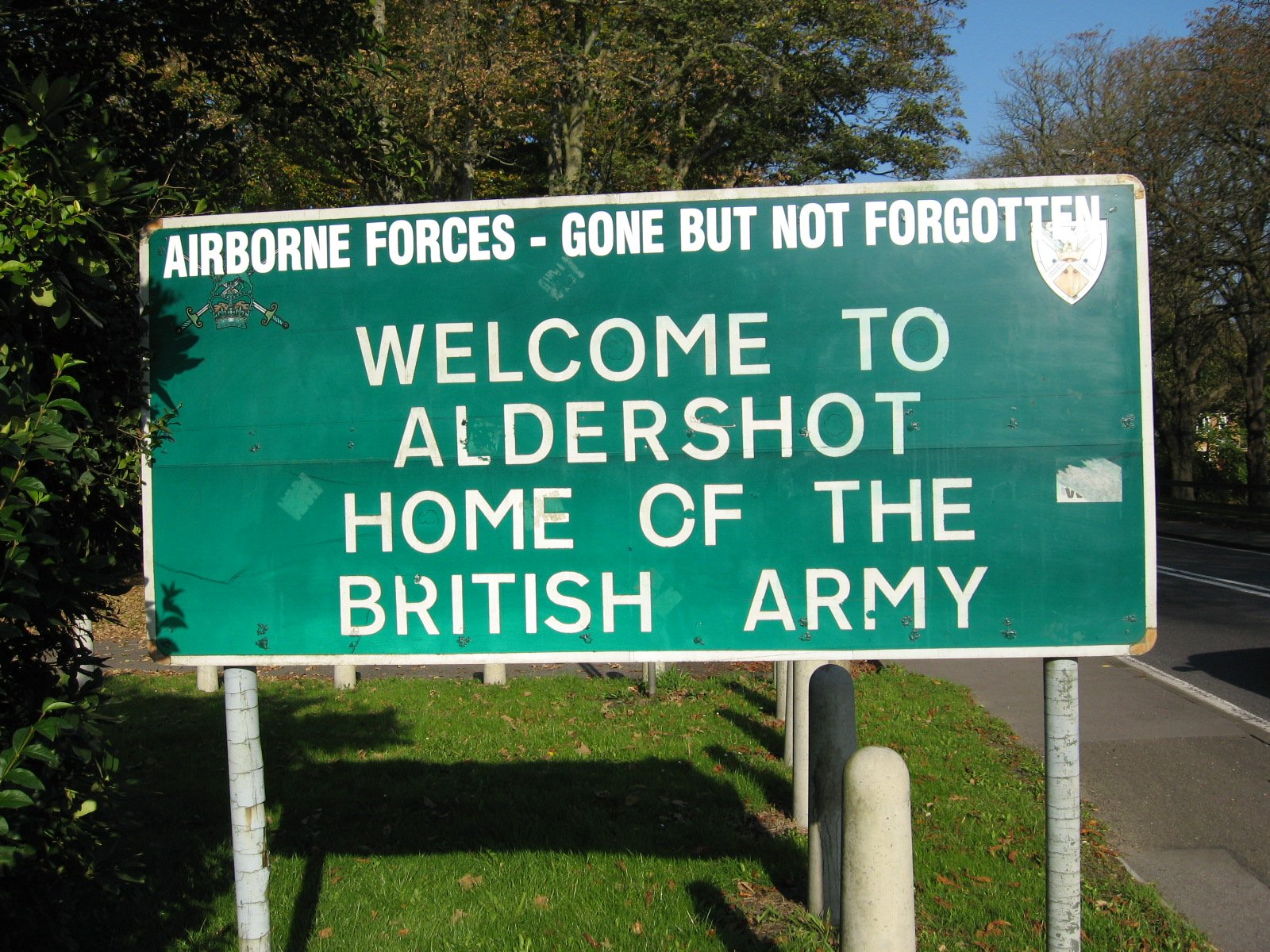
Välkomstskylt till Aldershot.

Den brittiska arméns viktigaste baser är:
- Aldershot Garrison, England
- Bordon Garrison, England
- Catterick Garrison, England
- Osnabruck Garrison, Osnabrück, Tyskland
- Gutersloh Garrison, Gütersloh, Tyskland
- Brunei Garrison, Nordborneo
- Dhekelia, Garrison, Cypern

## Truppslag, kårer, regementen och bataljoner 2013

### Gardeskavalleriet
Gardeskavalleriet består av:
- The Life Guards
- The Blues and Royals

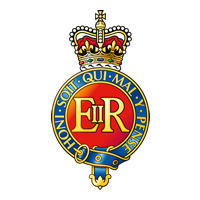
Gardeskavalleriets förbandstecken.

Operativt består gardeskavalleriet av två bataljoner, båda bataljonerna består av skvadroner från bägge ovanstående regementen:
- The Household Cavalry Mounted Regiment (beridet ceremoniförband)
- The Household Cavalry Regiment (pansarspaningsbataljon)

### Pansartrupperna
Royal Armoured Corps består av:

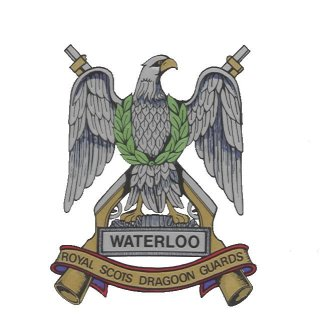
Förbandstecken för Royal Scots Dragoon Guards.

- 1st The Queen's Dragoon Guards (pansarspaningsbataljon)
- The Royal Scots Dragoon Guards (stridsvagnsbataljon)
- The Royal Dragoon Guards (Afghanistan)
- The Queen’s Royal Hussars (stridsvagnsbataljon)
- The 9th/12th Royal Lancers (pansarspaningsbataljon)
- The King’s Royal Hussars (Afghanistan - Helmandprovinsen)
- The Light Dragoons (pansarspaningsbataljon)
- The Queen’s Royal Lancers (pansarspaningsbataljon)
- 1st Royal Tank Regiment (stridsvagnsbataljon)
- 2nd Royal Tank Regiment (stridsvagnsbataljon)
- Royal Yeomanry (motoriserad spaningsbataljon) tidvis tjänstgörande (TA)
- Queen's Own Yeomanry (pansarspaningsbataljon) tidvis tjänstgörande (TA)
- Queen's Own Yeomanry (personalreserv) tidvis tjänstgörande (TA)
- Royal Wessex Yeomanry (personalreserv) tidvis tjänstgörande (TA)
- Armour Centre, Bovington (pansartruppskola)

### Artilleriet

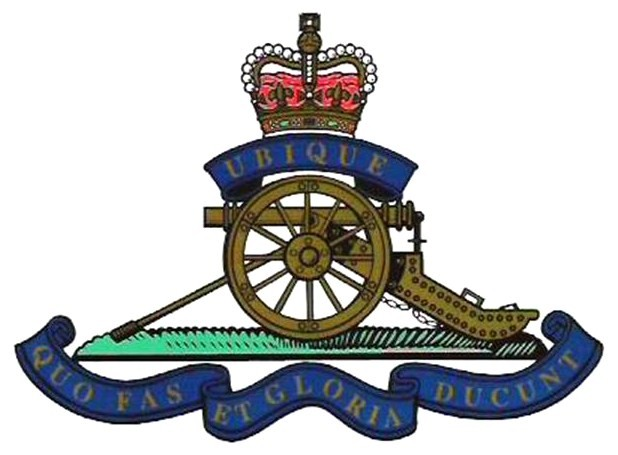
Förbandstecken för The Royal Regiment of Artillery.

Artilleriet består av ett administrativt regemente, The Royal Regiment of Artillery vilket består av följande operativa bataljoner:
- The King's Troop Royal Horse Artillery (ridande ceremoniförband)
- 1st Regiment Royal Horse Artillery (bandhaubitsbataljon)
- 3rd Regiment Royal Horse Artillery (bandhaubitsbataljon)
- 4th Regiment Royal Artillery (bandhaubitsbataljon)
- 5th Regiment Royal Artillery (artillerispaningsbataljon)
- 7th Parachute Regiment Royal Horse Artillery (fallskärmsartilleribataljon)
- 12th Regiment Royal Artillery (närluftvärnsbataljon)
- 14th Regiment Royal Artillery (utbildningsbataljon)
- 16th Regiment Royal Artillery (luftvärnsrobotbataljon)
- 19th Regiment Royal Artillery (bandhaubitsbataljon)
- 29th Commando Regiment Royal Artillery (amfibieartilleribataljon)
- 32nd Regiment Royal Artillery (underrättelsebataljon UAV)
- 39th Regiment Royal Artillery (raketartilleribataljon)
- 47th Regiment Royal Artillery (stridsteknisk och taktisk UAV-bataljon)

### Ingenjörstrupperna
- Corps of Royal Engineers

### Signaltrupperna
- Royal Corps of Signals

### Infanteriet

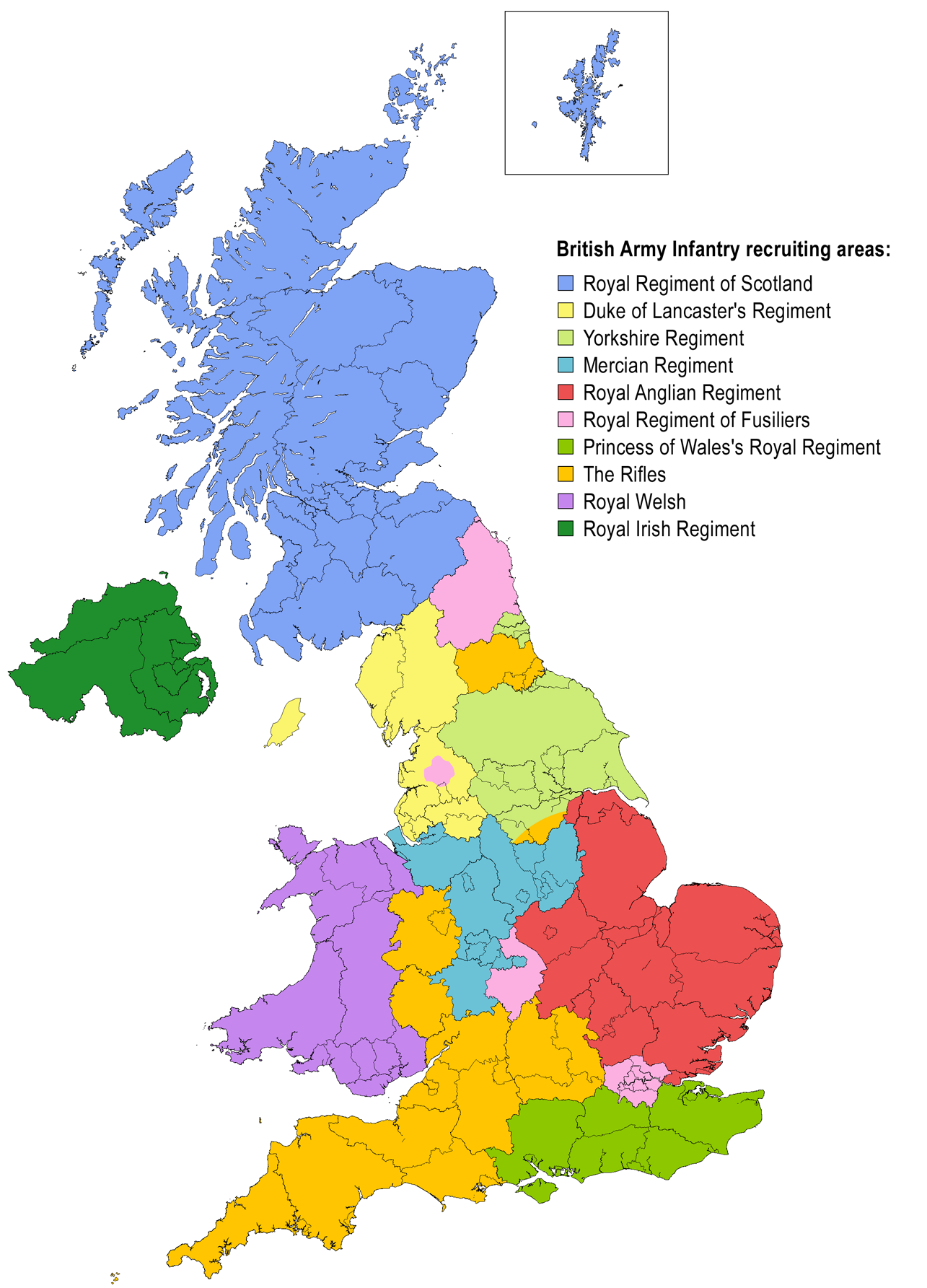
De brittiska infanteriregementenas rekryteringsområden 2009.

#### Gardesdivisionen
- The Grenadier Guards
- The Coldstream Guards
- The Irish Guards
- The Scots Guards
- The Welsh Guards
- London Regiment (Reserve), tidvis tjänstgörande bataljon

#### Linjeinfanteriet
- The Royal Regiment of Scotland
- The Princess of Wales’s Royal Regiment
- The Duke of Lancaster’s Regiment
- The Royal Regiment of Fusiliers
- The Royal Anglian Regiment
- The Yorkshire Regiment
- The Mercian Regiment
- The Royal Welsh
- The Royal Irish Regiment
- The Parachute Regiment
- The Rifles, 5 ständigt tjänstgörande, 2 tidvis tjänstgörande bataljoner.

### Arméflyget
- Army Air Corps

### Underrättelsetjänsten
- Intelligence Corps

### Specialförbanden
United Kingdom Special Forces armédel består av:
- 21 Special Air Service Regiment  (Reserve) tidvis tjänstgörande (TA)
- 22 Special Air Service Regiment
- 23 Special Air Service Regiment (Reserve) tidvis tjänstgörande (TA)
- Special Reconnaissance Regiment

### Underhållstjänsten
- The Royal Logistic Corps (träng)

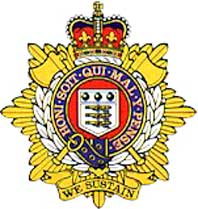
Förbandstecken för Royal Logistic Corps.

- Corps of Royal Electrical and Mechanical Engineers (teknik)
- Adjutant General's Corps 
  - Provost Branch
    - Royal Military Police (militärpolis)
    - Military Provost Staff (militär fångvård)
    - Military Provost Guard Service (basskydd)

  - Army Legal Services (försvarsjurister)
  - Staff and Support Services (administration)
  - Educational and Training Services (utbildning)
- Corps of Army Music (militärmusik)

### Sjukvårdstjänsten
Army Medical Services består av följande truppslag och kårer:
- Royal Army Medical Corps  (sjukvård)
- Royal Army Veterinary Corps (veterinärvård)
  - 1st Military Working Dog Regiment (arméhundbataljon)
- Royal Army Dental Corps (tandvård)
- Queen Alexandra's Royal Army Nursing Corps (omvårdnad)

- 2nd Medical Brigade är ett högre sjukvårdsförband, under detta lyder:
  - 22nd Field Hospital (sjukvårdsbataljon)
  - 33rd Field Hospital (sjukvårdsbataljon)
  - 34th Field Hospital (sjukvårdsbataljon)
  - Tio sjukvårdsbataljoner med tidvis tjänstgörande personal.

### Instruktörskårer
- Small Arms School Corps (skytte)
- Army Physical Training Corps (idrott)

### Gurkhabrigaden
- The Royal Gurkha Rifles (två infanteribataljoner)
- The Queen's Gurkha Engineers (ingenjörsbataljon)
- The Queen's Gurkha Signals (signalbataljon)
- The Queen's Own Gurkha Logistic Regiment (trängbataljon)

### Stabsredaktörer
- The Media Operations Group (Volunteers) består av tidvis tjänstgörande massmediaspecialister (TA).

## Lokalt rekryterade utomeuropeiska territoriers förband 2013

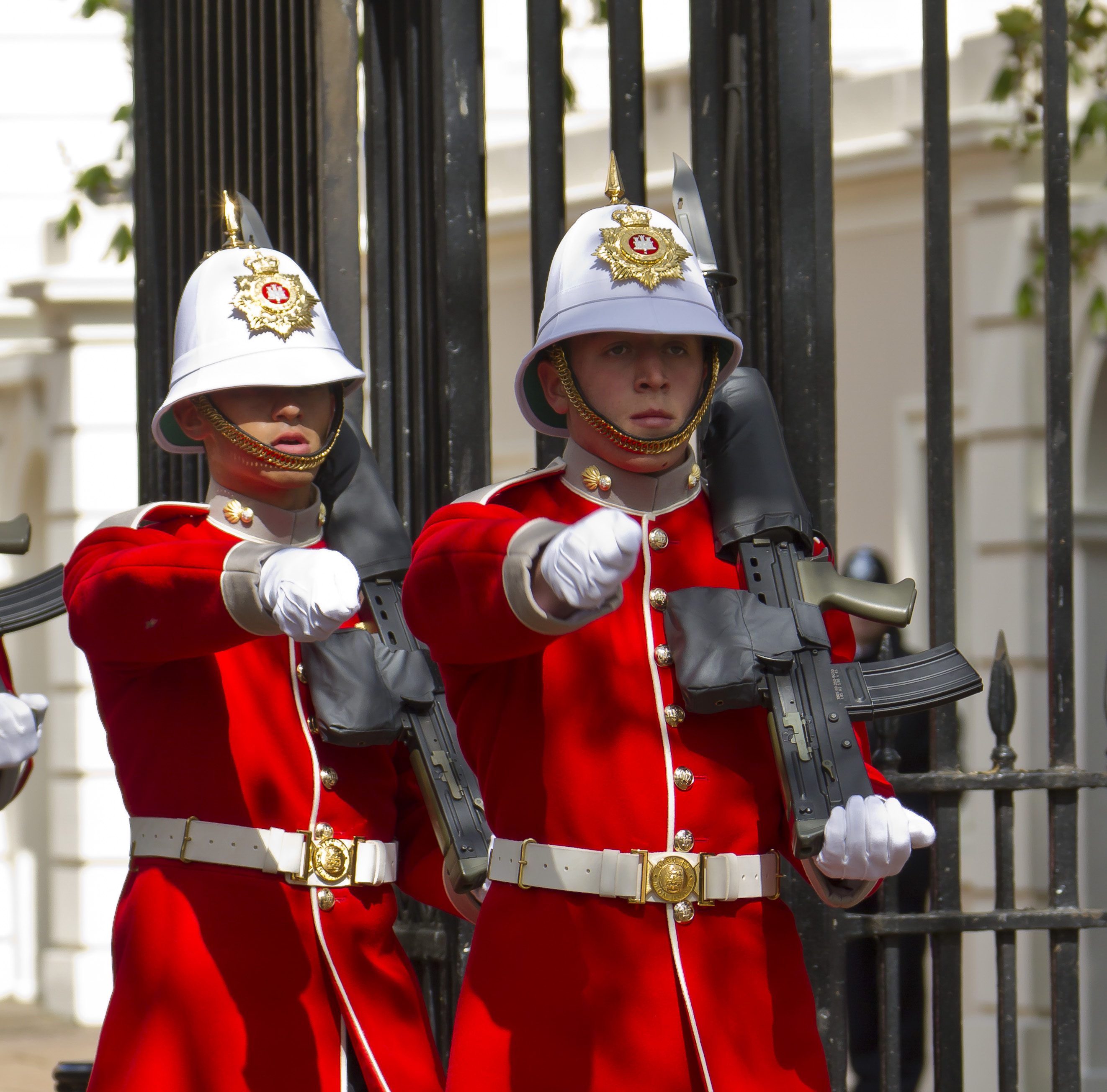
Ceremoniell vaktavlösning vid Gibraltar Regiment.

Följande lokalt rekryterade förband i Storbritanniens utomeuropeiska territorier tillhörde den brittiska armén 2013:
- Bermuda Regiment [2] (tidvis tjänstgörande infanteribataljon)
- Royal Gibraltar Regiment [3] (tidvis tjänstgörande infanteribataljon med ett artilleribatteri)
- Falkland Islands Defence Force [4] (hemvärnsförband)
- Royal Montserrat Defence Force [5] (frivilligt ceremoniförband)

## Militära grader
- Militära grader i Storbritannien

## I populärkulturen
Åtskilliga visor om brittiska armén, både positiva och negativa, har skaldats under dess nära 500-åriga existens. En av de mer berömda smädesvisorna är Join the British Army som bl.a. spelats in av The Davitts, Irish Rovers, Wolfe Tones, det berömda irländska bandet The Dubliners och många fler. Samtidigt utgör den brittiska arméns rekryter idag till nästan 1/5 av frivilliga från Irländska republiken.